# Toropi
Toropi là một đô thị thuộc bang Rio Grande do Sul, Brasil. Đô thị này có diện tích 202,978 km², dân số năm 2007 là 3070 người, mật độ 15,12 người/km².